# Список населених пунктів Уральського федерального округу, пов'язаних з Україною

## Склад округу
- Курганська область

- Свердловська область

- Тюменська область

- Челябінська область

### Автономні округи
- Ханти-Мансійський — Югра

- Ямало-Ненецький

## Челябінська область
- Чернігівський (Челябінська область)
- Харківський (Челябінська область)
- Маячне
- Київка
- Новомосковка (переселенці були з Новомосковського уїзду Полтавської губернії)
- Лебедки
- Чернякіно
- Тарасівка
- Новоукраїнский